# Дом Зохраббекова
Дом Зохраббекова (азерб. Zöhrabbəyovun evi) — здание XIX века, принадлежавшее представителю знатного шушинского рода Зохраббековых, Аббасгулу беку Зохраббекову.

## История
Владельцем дома был купец второй гильдии в Российской империи Аббасгулу бек Зохраббеков (родился в 1868 году в Шуше). Строительство дома было начато при его отце, Али-Акпер беке Зохраббекове. После кончины отца Аббасгулу бек завершил строительство. Огромная и широкая застеклённая веранда (шушебенд) дома была полностью украшена античными рисунками. На каждом этаже располагались зал на 200—250 человек, веранда, спальня, детская, паровая кухня, туалет, канализационные линии. К строительству были привлечены мастера из Ирана и Турции, однако архитектором был Кербалаи Сафихан Карабаги, выходец из Карабаха.
Советские власти конфисковали дом у Аббасгулу бека, а сам он вместе с семьёй переехал в Баку. Впоследствии дом был переделан в художественную галерею.
Здание пострадало в 1992 году, во время Первой карабахской войны.

## Фотогалерея
- Современное состояние дома